# Julia Buján Varela
María Julia Araceli Buján Varela (Golada, Pontevedra, 1952) es una médica española, catedrática de la Universidad de Alcalá.

## Trayectoria profesional
Buján Varela se licenció en Ciencias Biológicas por la Universidad Complutense de Madrid (UCM) en 1973 y en Medicina y Cirugía (UCM, 1977), se doctoró en Medicina y Cirugía con Premio Extraordinario en la Universidad Complutense de Madrid (UCM) en 1981. Ha sido profesora adjunta de Histología y Embriología General desde 1982 en la Facultad de Medicina de la Universidad de Alcalá, profesora extraordinaria del Instituto de Criminología de la Facultad de Derecho de la Universidad Complutense de Madrid (1977-2000). En 2004 obtuvo la Cátedra de Histología e Ingeniería Tisular en la Universidad de Alcalá. Durante el periodo (2004-2007) Buján Varela fue directora del Departamento de Especialidades Médicas y decana de la Facultad de Medicina (2010-2012), decana de la Facultad de Medicina y Ciencias de la Salud (2013-2014), vicerrectora de Personal Docente e Investigador (2014-2015) y delegada del Rector para el ámbito de la salud y de las relaciones con las Instituciones Sanitarias desde 2015.
Su producción científica se ha financiado con 55 proyectos de investigación científica e innovación docente, 8 contratos, 208 artículos, más de 30 tesis doctorales dirigidas, 31 premios de investigación y 5 patentes.

## Participación en comités y comisiones
- Evaluadora de la Comisión para la Acreditación de Profesores al Cuerpo de Catedráticos de la ANECA (2007)
- Comisión de Conciliación de la ACAP (2010)
- Secretaria y vocal del Pleno de la Comisión de CNEAI (2014-2018).
- Comisión de evaluación de la ANECA y de investigación (ANEP, CAM), y Autonómicas, así como en Francia (AERES), Italia (CNRI), Portugal (FCT), Irlanda (HBR), y Bélgica (FWO).
- Vicepresidenta de la Sociedad Nacional de Histología e Ingeniería Tisular
- Tesorera de la Conferencia de Decanos de Medicina

## Premios y distinciones
- Académica Correspondiente Nacional de la Real Academia Nacional de Medicina desde 2011.[5]
- Académica de Honor de la Academia de Historia de la Estomatología y Odontología[6]
- Cruz del Mérito Militar con distintivo Blanco
- Medalla de plata de la Universidad de Alcalá
- Encomienda de la Orden Civil de Alfonso X el Sabio